# Quadro di Sant'Andrea
Il quadro di Sant'Andrea, conosciuto anche come pala di Sant'Andrea o pala della Fornarina, è un dipinto di Nicola d'Ulisse, rappresentante la storica battaglia della Fornarina.

## Storia
Nonostante narri di un episodio locale, non collegata al cristianesimo o alla lotta contro gli infedeli, l'opera venne commissionata dalle autorità municipali a Nicola d'Ulisse da Siena, che rappresentò la battaglia della Fornarina circa un secolo dopo il suo avvenimento. Conservato in un primo momento nella chiesa di Sant'Agostino, venne conservato nel museo e pinacoteca Scipione Gentili di San Ginesio. Dopo 4 anni dal suo recupero a causa del terremoto del Centro Italia del 2016 e del 2017, il quadro ritornò nel territorio comunale. Quadro principale della mostra Hoc Opus. Ritorno alla bellezza, posa nella sua posizione originale nella chiesa di Sant'Agostino.

## Descrizione e stile

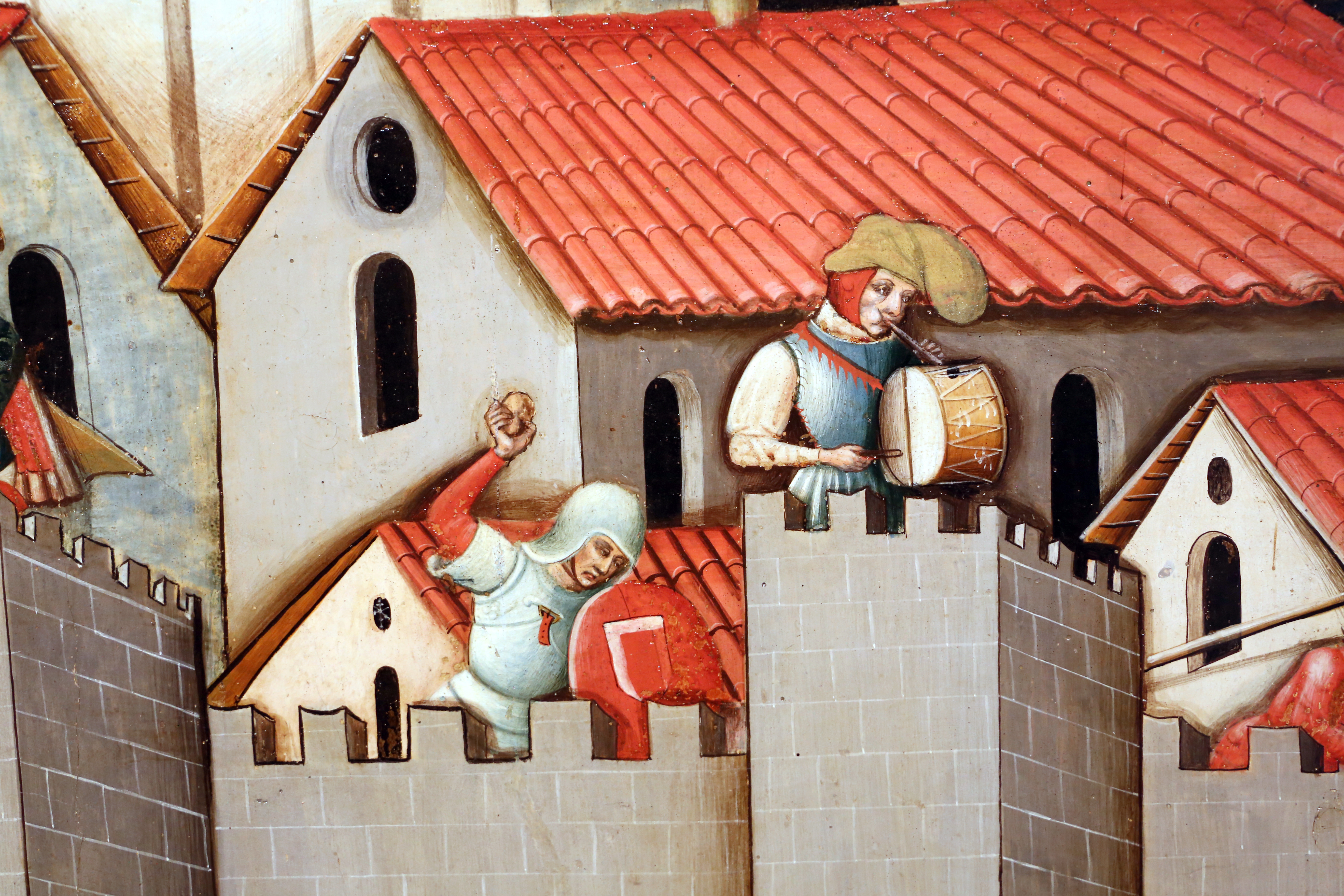
Alcuni soldati ginesini. Ben visibile è lo stemma comunale impresso sullo scudo

La tavola rappresenta la battaglia avvenuta a San Ginesio il 30 novembre 1377, quando la popolazione Fermana decise di attaccare la quella ginesina. La battaglia è conosciuta come "Battaglia della Fornarina". La parte superiore della tavola ha una forma a cuspide ripresa dallo stile gotico, come altri elementi raffigurativi dell'opera. Lo sfondo si presenta con una colorazione predominante nera, spezzata dai colori accesi dei tetti della cittadina, ovvero San Ginesio. Nonostante il paese sia rappresentato diverso dalla realtà, si possono distinguere bene le mura cittadine e lo stemma comunale, situato sia sulla porta d'accesso delle mura, sia su alcuni scudi dei soldati. L'opera è divisa in due scene: la sfera terrestre, che comprende lo scontro tra i soldati e la cittadina, e la sfera celeste, rappresentata dall'apparizione di Sant'Andrea e da un Angelo.

### Sfera terrena[5]
La sfera terrena è la scena della battaglia, dove si apre lo scontro tra i 38 combattenti. I ginesini sono spesso rappresentati con la calzamaglia sdrucita, mentre i soldati fermani sono rappresentati con vesti complete o con armature. La battaglia che si svolge in un giardino, è accompagnata da altri ginesini, alcuni che si affacciano dalle merlature per lanciare oggetti pesanti, altri che suonano. Tutti i combattenti sono disegnati con armi ed elmi dell'epoca, anche se alcuni presentano delle decorazioni floreali riprese dall'arte orientale. Gli scudi, di forma ovale, sono spesso accompagnati da un simbolo:
- i due scudi rossi che presentano una "S" sono dei combattenti di San Ginesio e sono accompagnati da le frasi "ricordo" (in latino memini) e "non ti fidar e non sarai ingannato", simbolo del tradimento della famiglia ginesina Adami, che cercò di aiutare i fermani ad entrare nel paese, o della vittoria delle truppe ginesine;
- i due scudi marroni sono dei combattenti della Marca Fermana e presentano rispettivamente una "M" gotica sormontata da una corona, riferimento alla famiglia Da Monteverde, e una "L" circondata da foglie di alloro, riconducibile sia alla parola latina "laurum", ovvero "alloro", o al Comune di Loro Piceno, all'epoca territorio della Marca.

In basso si possono notare i combattenti sconfitti morti o moribondi, che giacciono a terra distesi e feriti. Subito a sinistra della porta cittadina, presumibilmente Porta Picena, l'autore eternò la Fornarina, la figura forse leggendaria che avvertì i ginesini dell'arrivo dei fermani, nel gesto di prendere cenere e pala, isolata rispetto ai guerrieri.

### Sfera celeste
La sfera celeste è la scena dove l'immagine di Sant'Andrea domina. Il santo è rappresentato in un saio verde scuro coperto da una veste con colorazioni calde, principalmente il rosso e l'arancione. Il suo volto è circondato da un nimbo d'oro e presenta la barba lunga bipartita, baffi pendenti e capelli lunghi, tutti di colore grigio. Nella sua mano sinistra regge un'asta con una bandiera, anch'essa bipartita, che riprende lo stemma comunale, mentre la sua mano destra ha le dita distese in direzione dell'iscrizione che lo rappresenta. Nella parte destra, Andrea è accompagnato da un piccolo Angelo con una candela sulle mani: la figura angelica è una rappresentazione allegorica della Vittoria che, in questo caso, è riferita alla vittoria di San Ginesio nei confronti della Marca Fermana. L'espressione del volto del santo è fisso verso lo spettatore.

### I dubbi sulla rappresentazione
Come riportato dalle fonti storiche, la battaglia tra ginesini e fermani avvenne ai piedi delle mura in un piano che da allora viene chiamato "Pian del Sangue", precisamente nei pressi dell'attuale via Brugiano. Tra i primi storici a dubitare della rappresentazione fu Marinangelo Severini, che nel XVI secolo appoggiò l'idea che la battaglia venne rappresentata altrove per semplificare o adattare meglio la scena. Opinione differente la pone l'insegnante dell'università di Macerata ed ex sindaco di San Ginesio, Febo Allevi (1911-1998), sostenitore dell'idea che Nicola d'Ulisse abbia volutamente rappresentato la battaglia nei pressi di Porta Picena, influenzato dai frati agostiniani dell'allora chiesa di Sant'Agostino.

## Nella cultura di massa
L'opera di Nicola d'Ulisse è stata fonte d'ispirazione per l'artista ginesino Guglielmo Ciarlantini. Nella prima metà del XX secolo, il Ciarlantini, utilizzando la tavola come fonte d'ispirazione, creò la rappresentazione grafica chiamata "Voci dei secoli". A differenza del quadro originale, questa seconda opera non presenta nessun combattimento e nessuna figura umana, ma scandisce notevolmente le strutture presenti a San Ginesio, sormontato dalla possenza della Collegiata di Santa Maria Assunta. La sua opera riprende la forma che Nicola d'Ulisse creò. Un vino prodotto che rientra nella tipologia del "San Ginesio DOC" ha stampato sull'etichetta una scena del quadro.